# Waldvogteiamt
Waldvogteiamt (que puede traducirse con Oficina del Bailíado de la Selva) - y que también es llamado brevemente Waldvogtei - es el nombre de un edificio en Waldshut, Baden-Wurtemberg, Alemania.
La ciudad de Waldshut fue fundada en 1240 por los Habsburgos y pertenecía a Austria Anterior. En Austria Anterior había un distrito llamado Waldvogtei (que puede traducirse como Bailíado de la Selva). Fue llamado así, porque estaba ubicado junto a la Selva Negra y fue administrado por un bailío desde su oficina que desde 1610 se encontró en un edificio en Waldshut. En 1775 fue remodelado esencialmente según los planes del maestro de obras de la Orden Teutónica Johann Caspar Bagnato. En la actualidad este edificio histórico es sede de la Fiscalía (nombre local: Staatsanwaltschaft) de Waldshut-Tiengen.